# Geografia de la població
La geografia de la població estudia la distribució de la població humana a la Terra.
La geografia de la població, i l'intent d'estudiar-la científicament, és molt recent. Data dels anys 50 del segle xx en el qual inicien les investigacions Pierre George, Zelinski i Trewartha.
No hem d'oblidar que la possibilitat d'estudiar la població neix amb l'estadística i la creació de censos regulars i universals, que és relativament recent, per la qual cosa hom parla d'una època preestadística i d'una època estadística. L'intent de censar a la població per a conèixer el seu nombre i recaptar impostos és més antic: des dels romans fins a l'edat moderna hi ha notícies d'aquesta pretensió. Però les dificultats tècniques per a un recompte ràpid no permetien tals estudis. A pesar dels avanços del segle xx, la mateixa situació es presenta avui en molts països subdesenvolupats o amb conflictes polítics i militars.
L'home és una espècie que ha aconseguit sobreviure en les condicions naturals més adverses. Però l'èxit de l'espècie es va deure, més que al seu nombre, a la seva capacitat per a transformar el mitjà en el qual vivia.
L'estudi de la població antiga es fa per mitjà de fonts indirectes: sèries, delmes, recomptes de focs o una suposada densitat demogràfica òptima, per a poder viure en un territori, quan les poblacions estudiades són molt antigues.
- Tècniques demogràfiques per a l'estudi de la població
  - Tècniques demogràfiques Generalitats
  - Les fonts per a l'estudi de la població
  - La migració humana
  - L'estructura de la població
- Taxes i taules demogràfiques
  - La piràmide de població
  - Comentari d'una piràmide de població
  - Tipus de piràmide de població
- L'evolució de la població mundial